# Bergstraße 24 (Wetzlar)

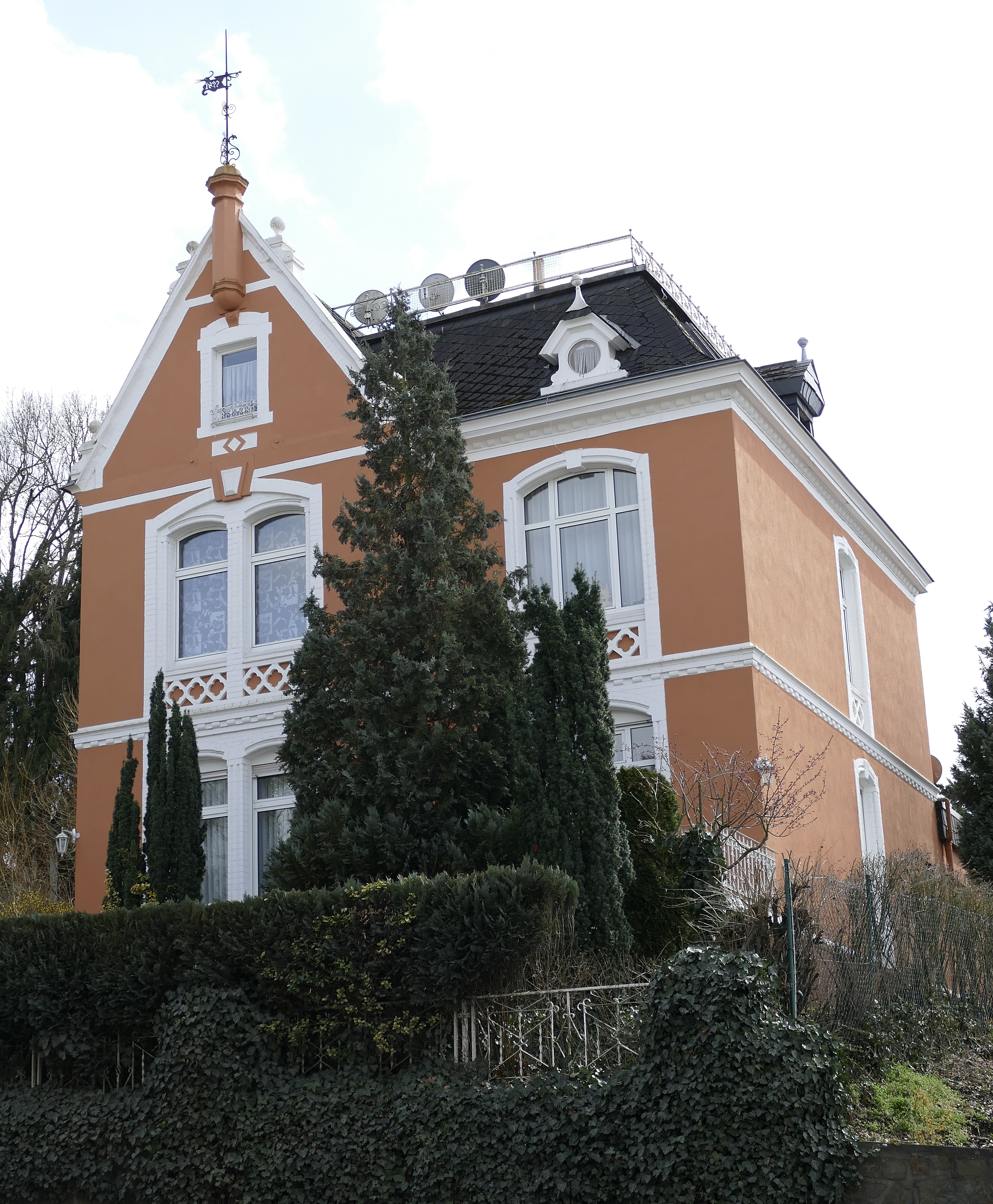
Haus Bergstraße 24 in Wetzlar

Das Gebäude Bergstraße 24 in Wetzlar, einer Stadt im Lahn-Dill-Kreis in Hessen, wurde 1892 errichtet. Das Wohnhaus ist ein geschütztes Kulturdenkmal.
Das zweigeschossige, traufständige Wohnhaus unter einem geschwungenen Walmdach ist verputzt. Die linke Haushälfte springt risalitartig vor und wird von einem Giebel mit geschmiedeter Wetterfahne bekrönt. 
Die aufwändigen Fenstereinfassungen aus Formziegeln und die Gesimse zwischen den Geschossen und an der Traufe sind bemerkenswert. Die Brüstungen sind mit Rauten geschmückt.